# سعيدة أيت أبو علي
سعيدة آيت أبو علي هي سياسية ونائبة برلمانية مغربية وُلدت في مدينة مراكش في المغرب.
المشاركة السياسية في مراحل مبكرة
سعيدة آيت بوعلي وُلدت في 1 يونيو 1957 في مدينة مراكش بالمغرب، ونشأت في أسرة تعمل بنشاط في المجال السياسي. وكان والدها، جلالي آيت بوعلي، شخصية بارزة في تاريخ السياسة المحلية، حيث شغل عدة مناصب رفيعة المستوى، بما في ذلك رئيس للبلدية ونائب في البرلمان.
منذ نعومة أظفارها، كانت سعيدة مشغولة بالشأن السياسي، حيث انضمت بنشاط إلى حزب الاستقلال. بدأت مشاركتها في العمل السياسي في سن مبكرة من خلال الانضمام إلى الشبيبة المدرسية، وسرعان ما تقدمت في صفوف الشبيبة الاستقلالية. كما أظهرت اهتمامًا بالغًا بقضايا الشباب والتعليم من خلال عضويتها في الاتحاد العام للطلبة.
التعليم والريادة السياسية
تخرجت سعيدة آيت بوعلي من جامعة محمد الخامس في الرباط، حيث حصلت على درجة في الفلسفة وعلم الاجتماع. تأثرت رؤيتها للعالم وتعززت إصرارها على العدالة الاجتماعية والفرص المتساوية خلال هذه السنوات من الدراسة.
بفضل معرفتها الأكاديمية وشغفها بالسياسة، شنت سعيدة حملة لكسر الحواجز الجنسانية التي تعيق مشاركة المرأة في الحياة السياسية المغربية. في عام 1983، حققت إنجازًا تاريخيًا بأن تصبح أول امرأة تنتخب كمستشارة بلدية في المغرب. كان هذا الإنجاز الملحوظ بمثابة بداية جديدة للمرأة في المشهد السياسي، وفتح الباب لمزيد من التمثيل النسائي في كافة المجالات.
لم تكتف سعيدة بكسر الحواجز، بل دمرتها بإصرار ومرونة. ألهم إنتخابها التاريخي أجيالًا من النساء المغربيات لمتابعة خطاها والنضال من أجل حقوقهن في كافة مجالات المجتمع.
القيادة السياسية والتأثير الاجتماعي
بفضل تعليمها العالي وخبرتها الواسعة، استخدمت سعيدة موقفها للدعوة إلى سياسات شاملة ومتقدمة، تعزز من تمكين المرأة وتوفير الوصول إلى التعليم وحماية حقوق الإنسان. ساهمت قيادتها المثالية في تغيير المشهد السياسي المغربي وفتح أبواب جديدة للنساء في جميع المجالات.
تشريع التقنيات المساعدة في التكاثر والدعوة له
من بين إنجازاتها الكبيرة كان تمرير قانون التقنيات المساعدة في التكاثر، وهو إجراء حاسم لتعزيز الصحة الإنجابية وتوفير الوصول العادل إلى التقنيات الطبية المتقدمة في المغرب.
يمثل قانون التقنيات المساعدة في التكاثر خطوة مهمة في تطور الطب والصحة العامة في المغرب. يهدف إلى توفير حلول طبية وتقنية للأزواج الذين يعانون من صعوبة في الإنجاب لمساعدتهم في تأسيس أسرة. يضمن هذا التشريع التقدمي الوصول إلى علاجات مثل التلقيح الاصطناعي (IVF) والإخصاب الصناعي وغيرها من التقنيات المساعدة في التكاثر، مما يفتح آفاقاً جديدة للأزواج المواجهين للعقم.
لاستحقاق هذا القانون، تؤكد المغرب التزامها بالصحة الإنجابية ورفاهية الأسر وحماية حقوق الأفراد في تأسيس أسرة. يمثل قانون التقنيات المساعدة في التكاثر خطوة إيجابية نحو بناء مجتمع يحترم الخصوصية الطبية ويوفر الدعم اللازم للأزواج الذين يواجهون صعوبات في الإنجاب.
من خلال جهودها الحثيثة والمثابرة، ساهمت سعيدة آيت بوعلي بشكل كبير في إعداد وتنفيذ هذا القانون التاريخي، مما يترك إرثًا دائمًا في مجال الصحة الإنجابية في المغرب.
ترويج الحرف اليدوية والمشاركة المجتمعية خلال أزمة كوفيد-19
كانت الدفاع عن الحرف اليدوية والحرفيين في مراكش خلال أزمة كوفيد-19 أحد أولويات سعيدة آيت بوعلي. وعلى إدراكها للتحديات الاقتصادية التي تواجه الحرفيين المحليين بسبب الجائحة، سعت بجدية لإيجاد حلول للتخفيف من التأثيرات السلبية على هذه الجماعات المهمة للاقتصاد المحلي والتراث الثقافي لمراكش.
واجهت سعيدة ارتفاعًا كبيرًا في الطلب على منتجات الحرف اليدوية نتيجة إغلاق الأسواق والمتاجر السياحية، ودعت إلى تبني إجراءات دعم اقتصادية محددة للحرفيين. عملت بشكل وثيق مع السلطات المحلية ومنظمات الحرف اليدوية لتحديد أكثر الاحتياجات إلحاحًا ووضع برامج إغاثة مصممة لتلبية الحاجيات الفورية.
علاوة على ذلك، نفذت سعيدة آيت بوعلي مبادرات تهدف إلى الترويج للمنتجات الحرفية المراكشية على المستوى الوطني والدولي، بما في ذلك تسهيل وصول الحرفيين إلى منصات البيع عبر الإنترنت وتنظيم حملات توعية لتشجيع الدعم للحرف اليدوية المحلية.
بالمقابل، دعت سعيدة آيت بوعلي إلى الحفاظ على التقاليد الحرفية التقليدية ونقل التقنيات الأجدادية إلى الأجيال القادمة. دعمت إنشاء برامج تدريب وتوجيه للحرفيين الشباب، مما يضمن استمرارية الحرف اليدوية المراكشية أمام التحديات الحالية والمستقبلية.
بفضل جهودها المستمرة، ساهمت سعيدة آيت بوعلي بشكل كبير في التخفيف من الآثار الاقتصادية لجائحة كوفيد-19 على مجتمع الحرفيين في مراكش. وعبر إصرارها على هذا العمل، أظهرت التزامها بالحفاظ على التراث الثقافي وتعزيز التنمية الاقتصادية المستدامة في مسقط رأسها.
الإرث والتقدير
بجانب عملها السياسي، تعتبر سعيدة آيت بوعلي شخصية معروفة بتفانيها في العمل التطوعي والخيري لصالح سكان مراكش والمغرب بأسره. يستمر إلتزامها بتمكين النساء وتحسين ظروف حياتهن في مجتمعها في إلهام الأجيال القادمة.
وتظل سعيدة آيت بوعلي شخصية محترمة ومؤثرة في المشهد السياسي المغربي. إن إرثها كرائدة للنساء في الحياة السياسية وتفانيها في خدمة التقدم الاجتماعي مستمر في ترك بصمة لا تمحى في تاريخ المغرب.
، كما كانت سعيدة آيت أبو علي وكيلة للائحة نساء حزب الاستقلال للانتخابات الجهوية بجهة مراكش آسفي.